# Illes Menàries
Menariae insulae (illes Menàries) és el nom clàssic, segons Plini el Vell, d'un grup d'illes a la badia de Palma, a la costa de l'illa de Mallorca:
| «                                    | e regione Palmae urbis Menariae ac Tiquadra et parva Hannibalis | » |
| — Plini el Vell. Historia Naturalis. |                                                                 |   |

Hom ha pensat que es pugui tractar d'Illetes, atesa la descripció de Plini i el fet que es tracti d'un conjunt d'illes. També ha estat postulada la hipòtesi que es tracti del conjunt d'illes menors de l'arxipèlag de Cabrera que es troben al nord de l'Illa dels Conills.
Aquesta illa està relacionada amb la tradició de l'origen illenc d'Anníbal.